# Hydrologie de surface

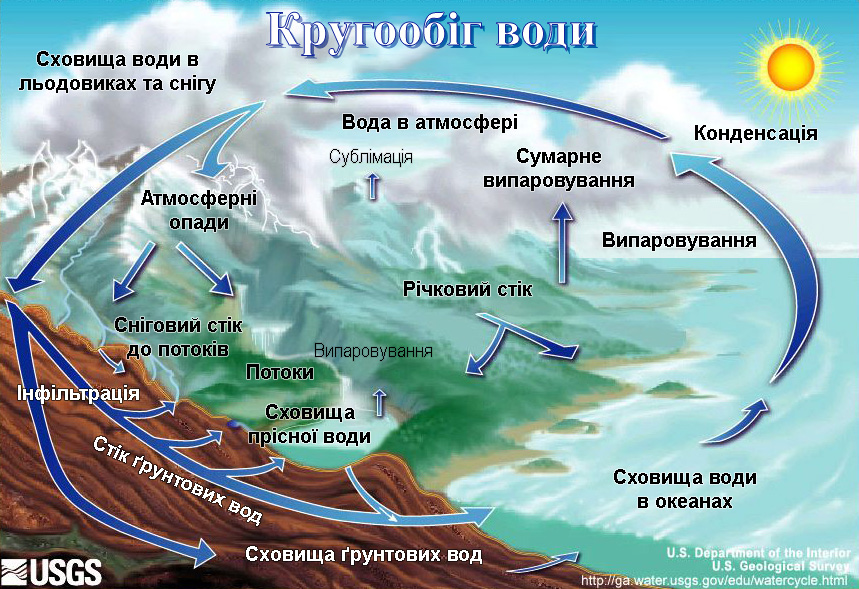
Cycle de l'eau

L'hydrologie de surface est la branche de l'hydrologie qui étudie le ruissellement, les phénomènes d'érosion par l'eau, les écoulements des cours d'eau et les inondations.

### Ouvrages généraux
- Roche M. (1963) Hydrologie de surface, Ed. Gauthier-Villars, Paris.
- Roche M. (1984) Dictionnaire Français d’Hydrologie de surface, Masson, Paris.
- J.P. Laborde (2000) Eléments d'hydrologie de surface, Université de Nice Sophia-Antipolis.
- [PDF] Ouvrage disponible sur le web (200p), « http://www.khayma.com/hydraulique/Cours%20HydrologieJPL.pdf »(Archive.org • Wikiwix • Archive.is • Google • Que faire ?).